# Спорт у Словенији
Спорт у Словенији се састоји од широког спектра тимских и индивидуалних спортова. Најпопуларнији тимски спортови су фудбал, кошарка, одбојка, хокеј на леду и рукомет, а најпопуларнији појединачни спортови су скијање, скијашки скокови, атлетика, бициклизам и тенис. Словенија се такмичила на четрнаест олимпијских игара од свог наступа на Летњим олимпијским играма 1992. године, а позната је и по екстремним спортовима, попут ултрамаратонског пливача Мартина Стрела.

## Тимски спортови

### Фудбал
Највиши ниво је Прва лига Словеније, која се састоји од десет тимова. Репрезентација је учествовала на Европском првенству 2000. године, Светском првенству 2002. и 2010. Међу значајним словеначким међународним играчима су Самир Хандановић, Миливоје Новаковић, Јосип Иличић, Јан Облак, Валтер Бирса, Бранко Облак, Данило Попивода, Сречко Катанец, Џони Новак и Златко Заховић.

### Кошарка
Највиши ниво кошарке је премијер А лига. Репрезентација је учествовала на три Светска првенства (2006, 2010, 2014) и тринаест Европска првенства, освојено четврто место 2009. и злато 2017. Међу значајним словеначким кошаркашима су Горан Драгић, Зоран Драгић, Лука Дончић, Саша Вујачић, Радослав Нестеровић, Бено Удрих, Матјаж Смодиш, Марко Милич, Иво Данеу, Петер Вилфан, Винко Јеловац, Аљоша Жорга, Примож Брезец, Боштјан Нахбар, Сани Бечировић и Јака Лакович.

### Хокеј на леду
Највиши ниво је хокејашка лига. Репрезентација се такмичила на 27 Светска првенстава између 1993. и 2019. године. Један од најзначајнијих словеначких спортиста је Анже Копитар, који игра за Лос Анђелес кингс у Националној хокејашкој лиги. Копитар је 2012. године постао први Словенац који је освојио Стенли куп и најбољи стрелац плеј-офа. Међу осталим истакнутим словеначким хокејашима су Роберт Кристан, Јан Муршак, Давид Родман, Марцел Родман, Рок Тичар, Жига Панце, Жига Јеглич, Томаж Внук, Дејан Контрец и Бојан Зајц.

### Рукомет
Рукомет је популаран спорт у Словенији. Репрезентација се такмичила на девет Светска првенства и освојила је треће место 2017. године. Такође су учествовали на дванаест Европска првенства и били су вицешампион у 2004.
Цеље је освојио Лигу шампиона 2004. када је у финалу победио Фленсбург Хандевит. Учествовали су у полуфиналу Лиге шампиона пет пута заредом (1997—2001). Остале значајне словеначке екипе су Слован, која је била другопласирана на Европском купу 1980–81, Горење Велење и Копер.

### Рагби унија
Рагби унија је спорт у Словенији којим управља рагби Звеза Словеније. Репрезентација је тренутно на 43. месту Светске рагби федерације. Такође, постоје многи активни локални клубови, укључујући Олимпију, Безиград и Љубљану.

## Индивидуални спортови

### Алпско скијање
Алпско скијање је популаран спорт у Словенији и датира из 17. века, док је модерно такмичарско скијање почело двадесетих година прошлог века. Током постојања Југославије, њен национални скијашки тим састојао се искључиво од Словенаца. Поред тога, Витранк куп, које је санкционисала Међународна скијашка федерација, а касније су укључене у Светски куп, започеле су у Подкорену 1961. године и сада су сваке сезоне домаћини на ски центру Крањска Гора. Словенци Матеја Свет и Јуре Франко освојили су олимпијске медаље за Југославију, док су Јуре Кошир, Катја Корен, Аленка Довжан и Тина Мазе освојили медаље за независну Словенију. Илка Штухец је освајала злата на Светског првенства 2017. и 2019. године. Међу осталим запаженим скијашима су Борис Стрел, Рок Петрович, Бојан Крижај, Митја Кунц, Уршка Хроват, Шпела Претнар и Наташа Бокал.

### Скијашки скокови
Скијашки скокови су још један популаран зимски спорт у Словенији. Прво државно првенство одржано је 1921. године у Бохињу, када је Јоже Погачар победио скоком од девет метара. Након тога су многи скакачи постигли успех у Југославији, с тим што је Јоже Шлибар 1961. године постигао светски рекорд у скоку. Након увођења Светског купа у скијашким скоковима 1979. године, Социјалистичка Република Словенија је била редовни домаћин утакмица у Планици. Најуспешнији скијашки скакач тог времена био је Примож Улага, који је постигао девет победа за Југославију. Године 1997. и 1998. Примож Петерка је освојио Светски куп. Остали запажени скакачи су Петер Превц, Јуриј Тепеш, Роберт Крањец, Рок Бенкович, Јернеј Дамјан, Петер Жонта, Франци Петек и Шпела Рогељ.
Од 2011. године словеначки тренер скијашких скокова је Горан Јанус, који је помогао у постизању значајних словеначких резултата. Под његовим вођством, репрезентација је постигла много победа, освојила је медаље олимпијског и светског купа и поставили светски рекорд. Петер Превц је освојио турнеју четири скакаонице 2015—2016, Светско првенство 2016. и Светски куп 2015—2016.

### Скијашко трчање
Скијашко трчање има, поред алпског скијања и скијашких скокова, дугу традицију у Словенији, али такмичарски успех постигли су тек последњих година. Прво такмичење у Словенији организовано је у Бохињској Бистрици 1914. године. Током постојања Југославије, најбољи резултат који је постигао Франц Смолеј на Зимским олимпијским играма 1936. је десето место. Петра Мајдич је најуспешнија словеначка скијашка тркачица, јер је освојила 24 трке у Светском купу и једну олимпијску медаљу. Међу значајним скијашким тркачима су Весна Фабјан и Катја Вишнар.

### Биатлон
Биатлон је све популарнији спорт у Словенији. Међутим, пре осамостаљења Словеније 1991. године то је био углавном непознат спорт и Словенци нису постигли значајније резултате све до 1990-их. Андреја Коблар је победила у првој трци 1996. године, док је Јанез Марич исто постигао 2003. Најуспјешнији биатлонац који представља Словенију је Јаков Фак, који је освојио неколико медаља на Светским првенствима. Међу значајним биатлонцима су Теја Грегорин, Андреја Мали, Томас Глобочник и Клемен Бауер.

### Атлетика
Атлетика је започета као рекреативна активност крајем 19. века због соколског гимнастичког система. Године 1913. је уведена као спорт у фудбалски клуб. Поделио се у свој огранак после Првог светског рата и био је популаран у Краљевини Југославији, првим првенством Словеније одржаним 1920. Међутим, међународни успех није уследио док Станко Лоргер није освојио прву медаљу на Европском првенству 1958. године, а Драга Стамејчич поставила је први словеначки светски рекорд 1964. године. Најзначајнији словеначки атлетски клубови су ЖАК у Љубљани и Кладивар у Цељу. Међу запаженим спортистима су Примож Козмус, Јоланда Багатељ, Матић Осовникар, Мартина Ратеј, Бригита Буковец, Брита Билач, Борут Билач, Грегор Цанкар, Соња Роман, Бригита Лангерхолц, Хелена Јаворник, Аленка Бикар, Рожле Презељ и Боштјан Буч.

### Бициклизам
Бициклизам има дугу традицију у Словенији. Први бициклистички клуб основали су Немци у Љубљани 1885. године, а словеначки бициклистички клуб формиран је две године касније. Бициклизам се затим проширио на друге градове, укључујући Горицу и Марибор, и полако се развио у главни такмичарски спорт у Југославији након Првог светског рата. Словеначки бициклисти нису били толико успешни као бициклисти из других делова земље, а у периоду између светских ратова Јосип Шолар и Бруно Фанингер били су једини словенски прваци Југославије 1935. године. После Другог светског рата словеначки бициклизам је растао формирањем клубова као што су Рог у Љубљани, Сава у Крању и Крка у Новом Месту.
Ђиро д’Италија, једна од бициклистичких тродневних Гранд тур трке, посетио је Словенију четири пута у својој историји: 1971. (када је отишао у Љубљану), 1994. (када је отишао у Крањ), 2001. (када се завршила десета етапа) у Љубљани и једанаеста етапа започела је на Бледу), и 2004. (када је трка прошла кроз Словенију на четрнаестој етапи када је пелотон возио из Италије у Хрватску, и поново у следећој етапи на повратном путу назад у Италију).
Међу познатим бициклистима су Борут Божич, Јанез Брајкович, Јуре Голчер, Андреј Хауптман, Матеј Мугерли, Урош Мурн, Јуре Робич, Симон Шпилак, Горазд Штангељ, Тадеј Ваљавец, Тања Жакељ, Блажа Клеменчић, Лука Мезгец, Матеј Мохорич, Примож Роглич и Тадеј Погачар. Године 2018. Словенија је на UCI ворлд туру остварила више победа него било која друга земља. Професионални бициклистички тимови у Словенији су Рог-Љубљана, Адрија мобил и БТЦ Сити. Примож Роглић је 2019. године постао први словеначки победник Гранд турнеје који је освојио злато у Вуелта а Еспањи. Тадеј Погачар постао је први Словенац који је освојио Тур де Франс 2020.

### Мото-спорт
Мото-спорт у Словенији започео је формирањем клуба Илирија 1913. године и постао је популаран током два светска рата. Хермес је направио прву стазу за мото-спорт у Љубљани, а Лудвик Старич је постао првак Југославије 1930-их. Тренутно је Словенија домаћин Гранд Прикса. Међу значајним мото-спортистима су Матеј Ферјан, Матеј Жагар, Сашо Крагељ, Тим Гајсер и Миран Становник.
Једина жена која је свет обишла мотором је Словенка Бенка Пулко, када је 19. јуна 1997. кренула из родног Птуја мотоциклом BMW F650. Пут је завршила 10. децембра 2002. године, успоставивши Гинисов рекорд у најдужој женској самосталној вожњи мотоцикла (180.015 km, трајање 2000 дана). Тада је постала и први мотоциклиста који је стигао до Антарктика и прва жена која је самостално возила преко Саудијске Арабије.

### Мачевање
Најзначајнији словеначки мачевалац је Рудолф Цветко, који је био члан олимпијског тима који је  освојио Летње олимпијске игре 1912. Био је први Словенац који је освојио олимпијску медаљу и промотер мачевања у Словенији.

### Гимнастика
Гимнастика је имала важну улогу у Словенији кроз национални препород друштава Сокол и Јастреб који су младим Словенцима помогли да се друже и одржавају свој језик. Словенци би освојили осам олимпијских медаља за Краљевину Југославију, све у гимнастичком пољу, које су биле једине медаље које је Југославија имала пре Другог светског рата. Међу значајним словеначким гимнастичарима су Леон Штукељ, Митја Петковшек, Аљаж Пеган, Стане Дерганц, Јосип Приможич, Мирослав Церар, Адела Шајн, Рок Клавора и Сашо Бертонцељ.

### Џудо
Међу запаженим словенским џудистима су Уршка Жолнир, Луција Полавдер, Раша Срака, Петра Нарекс, Матјаж Церај, Анамари Веленшек, Тина Трстењак, Рок Дракшич и Сашо Јереб.

### Једрење
Словенија је имала више успешних једриличара, укључујући Гашпера Винчеца и освајача олимпијске медаље Василија Жбогара.

### Усправно веслање на дасци
Словенија је одредиште за усправно веслање на дасци због обале, језера и река.

### Стрељаштво
Најуспешнији словеначки стрелац је Рајмонд Дебевец, победио је на три олимпијске игре и освојио златну и две бронзане медаље. Такође држи светски рекорд у дисциплини 50 метара.

### Сноубординг
Међу познатим словеначким сноубордистима укључени су Жан Кошир, Рок Маргуч, Рок Фландер, Дејан Кошир и Тим-Кевин Равњак.

### Пливање
Међу запаженим словенским пливачима су Сара Исаковић, Петер Манкоч, Борут Петрич, Дарјан Петрич, Ања Клинар, Аленка Кејжар, Наташа Кејжар, Емил Тахирович, Дамир Дугоњич и Ања Чарман.

### Тенис
Међу запаженим словеначким тенисерима су Грега Жемља, Катарина Среботник, Блаж Кавчич, Полона Херцог, Маша Зец Пешкирич и Настја Колар.

### Кану и кајак
Словенија је освојила бројне титуле у кануу и кајаку. Најуспешнији спортисти су Петер Каузер и Бењамин Савшек.

### Планинарење
Међу запажени словеначким планинарима су Томаж Хумар, Томо Чесен, Јулиус Куги, Јакоб Аљаж, Клемент Југ, Даво Карничар, Нејц Заплотник, Миха Валич, Аљаж Андерле, Вики Грошељ, Павле Козје и Игор Шкамперле.

### Веслање
Откако је Словенија стекла независност 1991. године, веслачи су постигли одличне резултате у међународној конкуренцији. Међу значајним веслачима у Словенији су Изток Чоп, Милан Јанша, Јани Клеменчич, Рок Коландер, Сашо Мирјанич, Садик Мујкић, Миха Пирих, Матјаж Пирих, Денис Жвегељ, Матеј Прелог и Лука Шпик.

### Пењање
Од средине 2000-их Словенија је имала неке од најуспешнијих пењача на свету, укључујући Мину Маркович и Јању Гарнбрет, које су у више узастопних година освајали водеће и комбиноване титуле. Остали успешни спортисти су Јернеј Крудер, Домен Шкофиц, Клемен Бечан, Грегор Везоник, Наталија Грос, Мартина Чуфар и Катја Кадић.

## Олимпијске игре
Словенија је постигла импресиван олимпијски успех, освојивши девет медаља (четири златне, шест сребрних и девет бронзаних) на шест Летњих олимпијских игара и петнаест медаља на седам (две златне, четири сребрне и девет бронзаних) Зимских олимпијских игара. На Зимским олимпијским играма 2010. у Ванкуверу, три медаље освојила је Словеније, са отприлике једном медаљом на сваких 681.000 Словенаца, били су трећи најбољи.
Пре 1991. године, словеначки спортисти су се такмичили за друге земље. Прва медаља коју је освојио Словенац био је Рудолф Цветко, који је сребрну медаљу освојио на Летњим олимпијским играма 1912. у мачевању. После Првог светског рата, када је пропала Хабзбуршка монархија, словеначки спортисти освојили су све медаље за Краљевину Југославију. На Летњим олимпијским играма 1924. Леон Штукељ је освојио две златне медаље у гимнастици. На Летњим олимпијским играма 1928. је освојио златну медаљу, Јосип Приможич сребрну медаљу, а Стане Дерганц бронзану. На Летњим олимпијским играма 1936. у Берлину, Штукељ је освојио сребро. После Другог светског рата, Словенци су наставили да освајају олимпијске медаље под југословенском заставом.
Етнички Словенци који су рођени и живели у другим земљама такође су освајали медаље за своје земље.

## Медитеранске игре
Словенија се такмичила на Медитеранским играма од 1993. године. Дванаеста је на ранг листи свих времена, а од 2016. године Словенија је освојила 136 медаља (40 златних, 39 сребрних и 57 бронзаних).